# Dominick & Dickerman
Dominick and Dickerman é uma empresa de investimentos e bancos comerciais, localizada em Nova Iorque. De 1899 a 2015, a empresa ficou conhecida como Dominick e Dominick. Após a venda do negócio de gerenciamento de patrimônio, a empresa voltou ao seu nome original, Dominick e Dickerman.
A empresa foi fundada em 1870 e é uma das mais antigas instituições de serviços financeiros de operação contínua nos Estados Unidos. A Dominick & Dickerman LLC atende seus clientes individuais e corporativos principalmente por meio de três divisões de negócios: Private Wealth Management, Investment Banking e Institutional Sales. A Private Wealth Management oferece consultoria em gestão de patrimônio, incluindo estratégias de investimento, alocação de ativos, planejamento imobiliário e imobiliário, produtos de seguros e investimentos alternativos. A equipe de Investment Banking presta serviços a empresas públicas e privadas em todo o mundo, aumentando o capital, desenvolvendo e implementando planos estratégicos de fusões e aquisições e aconselhando as equipes de gerenciamento sênior em uma variedade de questões de governança, operações e crescimento. Vendas Institucionais recomenda e executa estratégias de negociação para clientes institucionais nos Estados Unidos e no exterior. A Dominick & Dominick LLC está sediada em Nova York e possui escritórios em Basileia, Suíça. A Dominick & Dominick LLC é membro da Securities Investor Protection Corporation e da Autoridade Reguladora do Setor Financeiro.

## História

### Fundação
A empresa foi fundada em 15 de junho de 1870 como Dominick & Dickerman por William Gayer Dominick e Watson Bradley Dickerman. Dominick nasceu em Chicago e se mudou para Nova York quando criança. Em 1869, aos 25 anos, ele adquiriu participação na Bolsa de Valores de Nova York. Na NYSE, Dominick conheceu Dickerman, nascido em Connecticut, e eles entraram no negócio formando uma empresa de corretagem de ações. Os irmãos de Dominick, George e Bayard Dominick, também ingressaram na Bolsa e se tornaram sócios da empresa.
Dominick & Dickerman abriu sua primeira filial em 1889 em Cincinnati, onde a empresa era um dos únicos dois membros da bolsa. Um ano depois, Dickerman deixou a empresa quando foi eleito presidente da Bolsa de Valores de Nova York. Ele atuaria como presidente de 1890 a 1892 e depois retornaria à empresa. Seu cofundador, William Dominick, morreu em 1895, aos 50 anos, de febre tifóide. Dickerman se aposentou em 1909, falecendo aos 77 anos em 1923.
Dominick & Dickerman mudou seu nome em 1899 para Dominick & Dominick, adicionando vários novos parceiros, incluindo Milnor B. Dominick, Andrew V. Stout, JA Barnard e Bernon S. Prentice. A empresa era uma das fontes originais de fundos fechados, lançando o The Dominick Fund, em 1920, vendendo 200.000 ações por um aumento de US$ 10 milhões. Apesar do colapso do mercado de ações em 1929, o fundo sobreviveu e foi listado em 1959 na NYSE antes de ser fundido ao Putnam Fund em 1973.

### Expansão
Em 1936, a Dominick & Dominick expandiu-se por meio da aquisição, fundindo-se à A. Iselin & Co., também uma das empresas mais antigas de Wall Street. Vários meses antes, o patriarca da empresa, Adrian Iselin, morreu aos 89 anos. Ele ingressou na empresa, que seu pai formou, aos 22 anos de idade em 1868. Na época da fusão, Dominick & Dominick tinha 13 parceiros, incluindo Gayer G. Dominick (sócio sênior desde 1926), Bayard Dominick e Gardner Dominick Stout. Em seguida, pegou vários parceiros da Iselin & Co., bem como da Iselin Securities Corporation, que trouxe um escritório em Paris, e da Iselin Corporation do Canadá, com seu escritório em Montreal. Como a Dominick & Dominick já mantinha um escritório em Londres, o escritório da Iselin Securities em Londres foi fechado. Outros escritórios europeus foram abertos posteriormente e Dominick & Dominick logo estiveram presentes em todas as principais cidades da Europa.

### Segunda Guerra Mundial
Um grande número de funcionários e parceiros da empresa ingressou nas forças armadas, incluindo Gayer Dominick. A empresa se contentava em manter as portas abertas e operar. Gayer Dominick trabalha na empresa desde 1909, depois de se formar na Universidade de Yale . Em 1935, ele foi eleito governador da Bolsa de Valores de Nova York e ajudou a contratar o primeiro presidente pago da Bolsa, a pedido da nova Comissão de Valores Mobiliários (SEC). Ele então deixou a empresa familiar em 1938 para ingressar no serviço público, trabalhando para o Escritório de Administração de Preços no governo Roosevelt.

### Expansão pós-guerra
Depois que a Segunda Guerra Mundial chegou ao fim, e após uma breve recessão econômica, quando os Estados Unidos voltaram ao tempo de paz, a economia passou por um longo período de crescimento. Dominick & Dominick se beneficiaram da prosperidade do país. Algumas das transações mais notáveis da empresa durante os anos pós-guerra envolveram a Yonkers, a Alexander Smith Carpet Company de Nova York e a Great Plains Oil do Canadá. No final da década de 1950, a Dominick & Dominick também fazia parte de um sindicato bancário que administrava a oferta pública inicial (IPO) de ações de emissão da Arvida Corporation, formada na Flórida em 1958 para vender as participações imobiliárias da Arthur Vining Davis. O IPO ganhou atenção devido a objeções levantadas pela SEC à maneira como os gerentes anunciaram a venda de ações antes de registrar uma declaração de registro na SEC, uma violação da lei.
Dominick & Dominick encerrou o registro como uma parceria, reorganizando-se como uma corporação em 1964. A década de 1960 também viu a empresa espalhar sua operação por todo o país, aproveitando um mercado em alta para construir um negócio de corretagem no varejo doméstico. Em 1962, um escritório em Chicago foi aberto. Dominick & Dominick ganhou uma grande presença na Nova Inglaterra em 1966, adquirindo a empresa de Townsend, Dabney, Tyson. Não apenas a empresa adquiriu um grande escritório em Boston, mas outros 15 escritórios em todo o nordeste. Cerca de 30 filiais adicionais nos Estados Unidos foram abertas no final da década de 1960.
Em 1970, a Dominick & Dominick buscou uma fusão com a Clark, Dodge & Co., Inc., uma empresa de tamanho semelhante, mas cancelou a opção, optando por continuar um programa de abertura de novos escritórios e busca pela aquisição de empresas menores. No entanto, esse plano também foi encerrado quando o mercado de ações começou a experimentar um dos piores mercados em baixa de uma geração, e Dominick & Dominick descobriram que ele havia se expandido demais.

### Período sombrio
Sem dinheiro, a empresa vendeu quatro de seus cinco assentos na Bolsa de Valores de Nova York e um dos dois assentos na Bolsa de Valores Americana. Também vendeu uma participação significativa nos negócios por US$ 7,25 milhões a um grupo de investimentos liderado pela Pierce National Life Insurance Company (hoje Liberty Corporation), que por sua vez era controlada por Joe L. Allbritton, fundador da Allbritton Communications Company. Embora a infusão de capital fosse bem-vinda, a Dominick & Dominick ainda se encontrava em uma posição difícil e decidiu sair do negócio de corretagem de varejo doméstico e vender a maior parte de suas filiais. O presidente e executivo-chefe da empresa, Peter M. Kennedy, explicou ao New York Times que "uma estrutura nacional de varejo não é adequada para uma empresa do nosso tamanho. Nós tivemos que ser maiores ou menores." Ele acrescentou: "Não estamos saindo do negócio. Estamos apenas mudando a natureza do nosso negócio." A Dominick & Dominick manteve um negócio de varejo modesto, mas preferiu se concentrar principalmente nos pontos fortes, incluindo negócios institucionais, administração de dinheiro, finanças corporativas, títulos municipais e seus negócios internacionais. Foi também em 1973 que o fundo Dominick, que possuía cerca de US $ 55 milhões em ativos, foi adquirido pelo Putnam Fund.
Nos 20 anos seguintes, a Dominick & Dominick reduziu sua força de trabalho e fechou os escritórios na tentativa de se concentrar em serviços financeiros mais lucrativos, como pesquisas. A empresa também se envolveu na área de renda fixa, disponibilizando títulos corporativos e municipais, Eurobonds e Notas do Tesouro para seus clientes e lançou programas futuros gerenciados para participar do mercado de moedas globais. A empresa também fez um negócio saudável, fornecendo serviços de compensação para mais de 100 empresas da Associação Nacional de Revendedores de Valores Mobiliários; sua unidade Dominick & Dominick Advisors prestou serviços de gestão de investimentos e portfólio a investidores e instituições de alto patrimônio líquido nos Estados Unidos, Europa e Ásia.

### Século XXI
No início do novo século, Dominick & Dominick estava em declínio e precisava de uma infusão de capital parceiro. Em outubro de 2003, a empresa contratou um novo presidente e CEO, contratando Michael J. Campbell, 58 anos, ex-fuzileiro naval com 30 anos de experiência no setor, incluindo um mandato de 25 anos com Donaldson, Lufkin & Jenrette (DLJ) e uma passagem pelo Credit Suisse First Boston depois que o Credit Suisse adquiriu o DLJ. Com a DLJ Campbell, gerenciou o grupo de clientes privados, expandindo o negócio de corretagem de investidores institucionais de alto patrimônio e médio porte da empresa de 75 consultores para uma rede de mais de 500 profissionais de investimento.
Campbell ingressou na Dominick & Dominick em 2003, trazendo a gerência sênior da DLJ e do Credit Suisse First Boston. A nova administração mudou a sede da empresa de Manhattan para Midtown Manhattan para um escritório na 52nd St. Além disso, Campbell perdeu pouco tempo recrutando novos consultores do Credit Suisse e de outras grandes empresas financeiras.
A primeira filial de Dominick & Dominick a abrir sob a administração de Campbell foi no outono de 2004, quando uma operação em Miami foi aberta para focar nos ricos residentes da América Central e do Sul. Não foi uma aquisição, pois Dominick estava absorvendo o escritório de Miami da First Security Investments, com sede na Pensilvânia, que havia sido aberto por outro ex-funcionário da DLJ, Alain O'Hayon, que ficou no comando do escritório. Campbell estava muito familiarizado com o potencial de uma operação em Miami, tendo construído um escritório na cidade para DLJ de apenas dois corretores para mais de 70.
Em 2006, outro escritório regional foi adicionado em Atlanta.
Um ano depois, em 2007, a Dominick & Dominick lançou um novo grupo de arbitragem de riscos com a esperança de desenvolver sinergias com a base de clientes institucional e de alto patrimônio líquido da empresa.

## Receção do Stanford Financial Group
Em 13 de novembro de 2009, o Tribunal Distrital dos EUA ordenou que as Contas de Corretagem da Stanford Financial Group Brokerage fossem transferidas para a Dominick & Dominick LLC. O Stanford Group era a empresa administrada por Allen Stanford. Tanto a Stanford Group Company quanto a Dominick & Dominick LLC usam a Pershing LLC como sua empresa de compensação. A transferência entrou em vigor em 20 de janeiro de 2010.